# Aeroportul Internațional Monastir Habib Bourguiba
Aeroportul Internațional Monastir Habib Bourguiba (IATA: MIR, ICAO: DTMB) este un aeroport din Monastir, Guvernoratul Monastir, Tunisia ce deservește zona Monastir. Aeroportul a fost tranzitat în 2019 de 1.586.860 de pasageri. A fost deschis în 1968 și numit după zona deservită.
Situat la o altitudine de 1 m, aeroportul dispune de 1 pistă. Este operat de TAV Airports Holding⁠(d).

## Infrastructură

### Piste
Aeroportul dispune de o singură pistă. Pista 07/25 are suprafața de asfalt și dimensiunile 2.903 m × 45 m. 